# Italijanska napoved vojne Združenim državam Amerike
11. decembra 1941 je Fašistična Italija napovedala vojno Združenim državam Amerike kot odgovor na ameriško napoved vojne Japonski, zaradi japonskega napada na Pearl Harbour, štiri dni prej. Nacistična Nemčija je 11. decembra tudi napovedala vojno ZDA. ZDA so se takoj odzvale z vojno napovedjo obema državama in se tako podale v drugo svetovno vojno v bitko proti trem sovražnikom, dvema čez Atlantik in enemu čez Pacifik.      

## Ozadje
7. decembra 1941 je Japonska napadla in bombardirala ameriško pristanišče Pearl Harbor na Havajih. Kot dogovor na to so ZDA naslednji dan napovedale vojno Japonski. Japonski zaveznici Nacistična Nemčija in Fašistična Italija sta kot odgovor na to 11. decembra napovedali vojno ZDA, ZDA pa so kot odgovor na to napovedale vojno Nemčiji in Italiji.

## Besedilo vojne napovedi
To je še en dan prelomne odločitve v zgodovini Italije in nepozabnih dogodkov, ki so namenjeni, da bi izvedli novo smer v zgodovini te celine. 
Pristojnosti jeklenega pakta, Fašistična Italija in nacionalistična socialistična Nemčija, sta vedno tesno povezani, sodelujeta od danes na strani junaške Japonske proti Združenim državam Amerike. 
Tristranski pakt je postal vojaško zavezništvo, ki črpa okoli svoje barve 250,000,000 moških, izbranih, da naj storijo vse, da bi zmagali. 
Niti os niti Japonska niso želeli podaljšanje vojaškega spora. 
En človek, le en človek, pravi tiranski demokrat, z vrsto neskončnih provokacije, vara z vrhovno goljufijo prebivalstva svoje države, ki želi v vojno in je pripravljena za to iz dneva v dan s peklenski trdovratnosti.
Mogočna vihar iz ogremnega Pacifika je že pokazal ameriškim silam, kako pripravljeni so vojaki cesarstva vzhajajočega sonca. 
Pravim vam, in boste razumeli, da je privilegij za boj z njimi. 
Danes je tripartitni pakt, s polnosti svojih sil in njenih moralnih in materialnih virov, mogočen instrument za vojno in varnost za zmago. 
Jutri bo pakt postal instrument z samo odločitvijo med mirom in narodi.
Italijani! Še enkrat se pojavimo na tej vredni zgodovinski uri!

Zmagali bomo!